# مرد رباتی
مرد رباتی یا ربات‌من (به انگلیسی: Robotman) با نام اصلی کلیفورد «کلیف» استیل، یک شخصیت خیالی ابرقهرمان سایبورگ در کتاب‌های کامیک آمریکایی منتشر شده توسط دی‌سی کامیکس است، که به عنوان یکی از اعضاء و بنیان‌گذار تیم دووم پاترول به‌شمار می‌رود. او تنها عضوی محسوب می‌شود که تا کنون در تمامی تجسم‌های تیم حضور داشته است، و حتی در برهه‌ای از زمان نقش رهبر تیم را عهده‌دار بود. این شخصیت توسط نویسنده آرنولد دریک و طراح برونو پرمیانی خلق شده‌است؛ که برای اولین بار در شمارهٔ ۸۰ از مجموعه کمیک بزرگترین ماجراجویی من (ژوئن ۱۹۶۳) حضور پیدا کرد.
مرد رباتی در نمایش‌های تلویزیونی کارتونی و فیلم‌های متعددی ظاهر شده‌است. نخستین حضور سینمایی این شخصیت به عنوان مهمان در مجموعه تلویزیونی تایتان‌ها (۲۰۱۸) با بازی جیک مایکلز بود؛ و همچنین برندن فریزر به ایفای نقش کلیف استیل و صداپیشگی مرد رباتی در مجموعه اسپین‌آف دووم پاترول (۲۰۱۹) پرداخته است.